# Paul Verne
Pierre Paul Verne (n. 29 noiembrie 1829, Nantes, Franța – d. 27 august 1897, Paris, Franța) a fost un scriitor și un marinar francez. El a fost fratele mai mic al lui Jules Verne. Paul Verne a scris o revizuire a colecției de povestiri Doctorul Ox în 1874 și l-a ajutat pe Jules Verne în elaborarea calculelor din romanul Insula cu elice.

## Lucrări
- 1873: Esquisses musicales (compoziții pian: 17 piese)
- 1874: Quarantième ascension française du mont Blanc (O ascensiune pe Mont Blanc) [7] [8]
- 1881: De Rotterdam à Copenhague à bord du yacht à vapeur Saint-Michel  (La bordul yachtului cu aburi Saint Michel)
- 1891: Esquisses musicales (compoziții pian: 14 piese)